# Белизский потрошитель
Белизский потрошитель (англ. Belize Ripper) — неустановленный серийный убийца и педофил, совершивший серию убийств в Белизе. Его также называют Белизским Джек-потрошителем (англ. Belize Jack the Ripper) или Джек-мясник (англ. Jack the Butcher).

## Серия убийств
С 1998 по 2000 годы в Белизе нашли тела нескольких убитых девочек в возрасте от 8 до 14 лет. Перед убийством преступник изнасиловал их, затем наносил им смертельные раны неизвестным колющим предметом.
Весной 1998 года пропала 9-летняя девочка. Её останки нашли лишь в 2000 году.
8 сентября 1998 года по пути в школу пропала 13-летняя Шерли Николас. Её тело нашли 9 октября в заброшенном бассейне возле шоссе Джордж Прайс. На теле Шерли Николас насчитали 40 колотых ран.
23 марта 1999 года исчезла 12-летняя Джеки Ферн Малик. Через 2 дня её тело нашли возле автопарковки с множественными колотыми ранами и порезами неподалёку от места нахождения тела Шерли Николас.
26 июня 1999 года пропала 8-летняя Эрика Уиллс. Родители обратились в полицию только через 3 дня после пропажи Эрики. 18 июля 1999 года её тело нашли в 20 километрах от столицы Белиза. Её опознала родная мать по кольцу на пальце. На теле Эрики Уиллс насчитали несколько колотых ран и порезов на лице.
Пятой и последней жертвой стала 14-летняя Ноель Эрнандес. Через 9 дней её тело нашли в песках у реки Белиз с многочисленными колотыми ранами и порезами. После убийства Ноель Эрнандес преступник исчез.

## Подозреваемые
Лонни Дэвид Франклин-младший — серийный убийца признан виновным в убийстве 10 девушек и женщин в период с 1985 по 2007 годы. Его удалось арестовать благодаря тесту ДНК. Он также проходил главным подозреваемым по делу Белизского потрошителя, так как женился на уроженке Белиза и посещал эту страну, однако не удалось связать Франклина с убийствами девочек. В 2016 году он был признан виновным в убийстве 10 девушек и был приговорён к смерти. Сам подозревался в 25 убийствах. 28 марта 2020 года Лонни Франклин скончался в тюрьме Сан-Квентин, так и не дождавшись смертной казни. Белизский потрошитель так и остался неопознанным.